# Agostino Salvietti
Agostino Salvietti (Napoli, 28 agosto 1882 – Napoli, 2 dicembre 1967) è stato un attore italiano.

## Biografia
È stato uno dei più noti attori dello storico Teatro napoletano nei primi decenni del Novecento. Nel 1936-37 fu tra i dirigenti del "Sindacato Fascista Lavoratori Operette, riviste e varietà". Tra i suoi lavori teatrali vi sono Pulcinella principe in sogno, La terra non gira e La follia dei brillanti. Numerose le collaborazioni con Titina ed Eduardo De Filippo, con Pina Gallini e Tecla Scarano.
Ebbe anche una discreta attività radiofonica.
Ha lavorato anche nel cinema come caratterista in decine di pellicole a fianco dei più grandi attori del Novecento: da Totò e Peppino De Filippo a Gina Lollobrigida, Sophia Loren e Vittorio De Sica.
Muore a Napoli, il 2 dicembre 1967.

## Filmografia

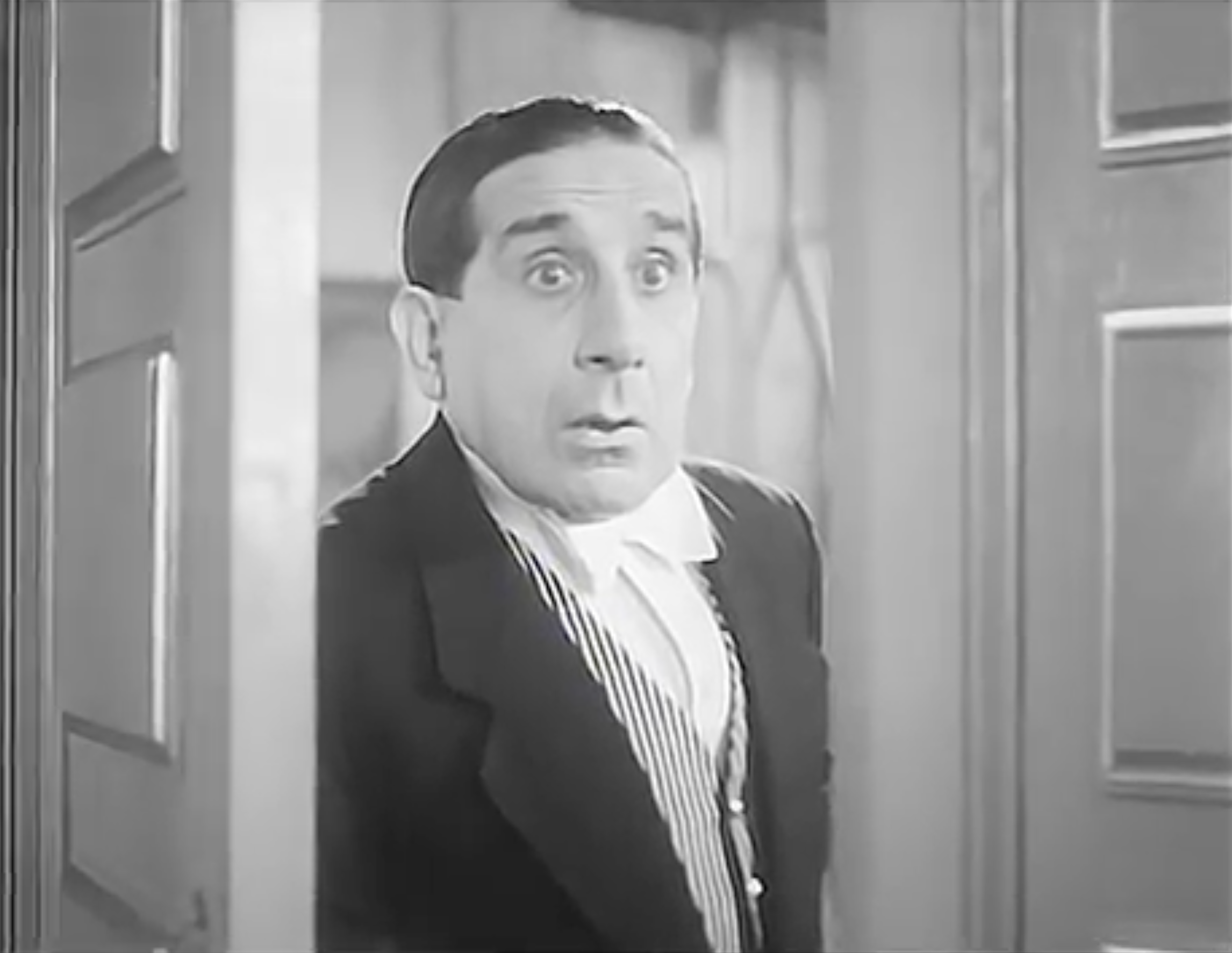
Agostino Salvietti in Non ti conosco più (1936)

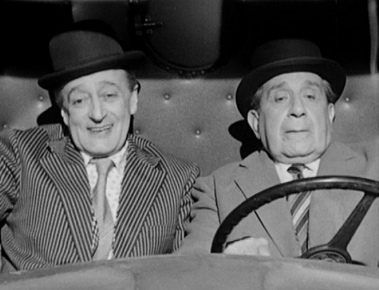
Agostino Salvietti con Totò in Totò, Vittorio e la dottoressa (1957)

### Cinema
- Totonno se ne va, regia di Goffredo D'Andrea (1924)
- Napoli verde-blu, regia di Armando Fizzarotti (1935)
- Musica in piazza, regia di Mario Mattoli (1936)
- Non ti conosco più, regia di Nunzio Malasomma (1936)
- Gli ultimi giorni di Pompeo, regia di Mario Mattoli (1937)
- Napoli d'altri tempi, regia di Amleto Palermi (1938)
- Inventiamo l'amore, regia di Camillo Mastrocinque (1938)
- Imputato, alzatevi!, regia di Mario Mattoli (1939)
- Fra Diavolo, regia di Luigi Zampa (1942)
- La donna è mobile, regia di Mario Mattoli (1942)
- Canto, ma sottovoce..., regia di Guido Brignone (1946)
- Sperduti nel buio, regia di Camillo Mastrocinque (1947)
- Dove sta Zazà?, regia di Giorgio Simonelli (1947)
- Anni difficili, regia di Luigi Zampa (1948)
- L'isola di Montecristo, regia di Mario Sequi (1948)
- L'uomo dal guanto grigio, regia di Camillo Mastrocinque (1948)
- Il barone Carlo Mazza, regia di Guido Brignone (1948)
- 11 uomini e un pallone, regia di Giorgio Simonelli (1948)
- Monaca santa, regia di Guido Brignone (1948)
- Campane a martello, regia di Luigi Zampa (1949)
- Marechiaro, regia di Giorgio Ferroni (1949)
- Le due madonne, regia di Enzo Di Gianni e Giorgio Simonelli (1949)
- Santo disonore, regia di Guido Brignone (1950)
- Passione fatale, regia di Ernesto Grassi (1950)
- I falsari, regia di Franco Rossi (1951)
- Il mago per forza, regia di Marino Girolami, Marcello Marchesi e Vittorio Metz (1951)
- Destino, regia di Enzo Di Gianni (1951)
- Gli innocenti pagano, regia di Luigi Capuano (1952)
- Processo alla città, regia di Luigi Zampa (1952)
- Rimorso, regia di Armando Grottini (1952)
- Un marito per Anna Zaccheo, regia di Giuseppe De Santis (1953)
- Anni facili, regia di Luigi Zampa (1953)
- Ivan, il figlio del diavolo bianco, regia di Guido Brignone (1953)
- Passione, regia di Max Calandri (1953)
- Carosello napoletano, regia di Ettore Giannini (1954)
- Papà Pacifico, regia di Guido Brignone (1954)
- Il guappo, episodio di L'oro di Napoli, regia di Vittorio De Sica (1954)
- Totò, Vittorio e la dottoressa, regia di Camillo Mastrocinque (1957)
- Io, mammeta e tu, regia di Carlo Ludovico Bragaglia (1958)
- Totò a Parigi, regia di Camillo Mastrocinque (1958)
- Totò nella luna, regia di Steno (1958)
- Quel tesoro di papà, regia di Marino Girolami (1959)
- A porte chiuse, regia di Dino Risi (1961)
- Il giudizio universale, regia di Vittorio De Sica (1961)
- Le avventure di Mary Read, regia di Umberto Lenzi (1961)
- Pugni pupe e marinai, regia di Daniele D'Anza (1961)
- Gli onorevoli, regia di Sergio Corbucci (1963)
- Adelina, episodio di Ieri, oggi, domani, regia di Vittorio De Sica (1963)
- Una lacrima sul viso, regia di Ettore Maria Fizzarotti (1967)

### Televisione
- Annella di Porta Capuana, regia di Gennaro Magliulo (1963)
- Michele Settespiriti, regia di Giuseppe Di Martino (1964)